# Cutout animation
La cutout animation è una tecnica d'animazione che consiste nell'utilizzare pezzi di carta ritagliati, per creare una sorta di collage, e fotografarli a passo uno per creare l'illusione del movimento.
Il cutout era molto utilizzato nel cinema d'animazione europeo prima dell'affermazione della tecnica delle cels, che prima della prima guerra mondiale erano utilizzati esclusivamente negli Stati Uniti.
La tecnica fu già parzialmente utilizzata per la prima volta nel 1906 da James Stuart Blackton nel cortometraggio Humorous Phases of Funny Faces. Il primo lungometraggio che ne fece uso fu il film El Apóstol di Quirino Cristiani, oggi andato perduto. Molti grandi artisti hanno scelto di utilizzare il cutout, da Norman McLaren e Lotte Reiniger fino a Trey Parker e Matt Stone per South Park.